# علف کاردک
علف کاردک (نام علمی: Thalassia) نام یک سرده از تیره تخت‌قورباغه‌ایان است.